# デヴィッド・ブルース
サー・デヴィッド・ブルース（Sir David Bruce KCB, 1855年5月29日 - 1931年11月27日）は、スコットランドの病理学・微生物学者であり、イギリス陸軍軍医監。マルタ熱やアフリカ睡眠病の研究で知られており、それぞれの病原体であるBrucella melitensisとTrypanosoma bruceiは彼が発見したことにちなんで命名されている。

## 生涯

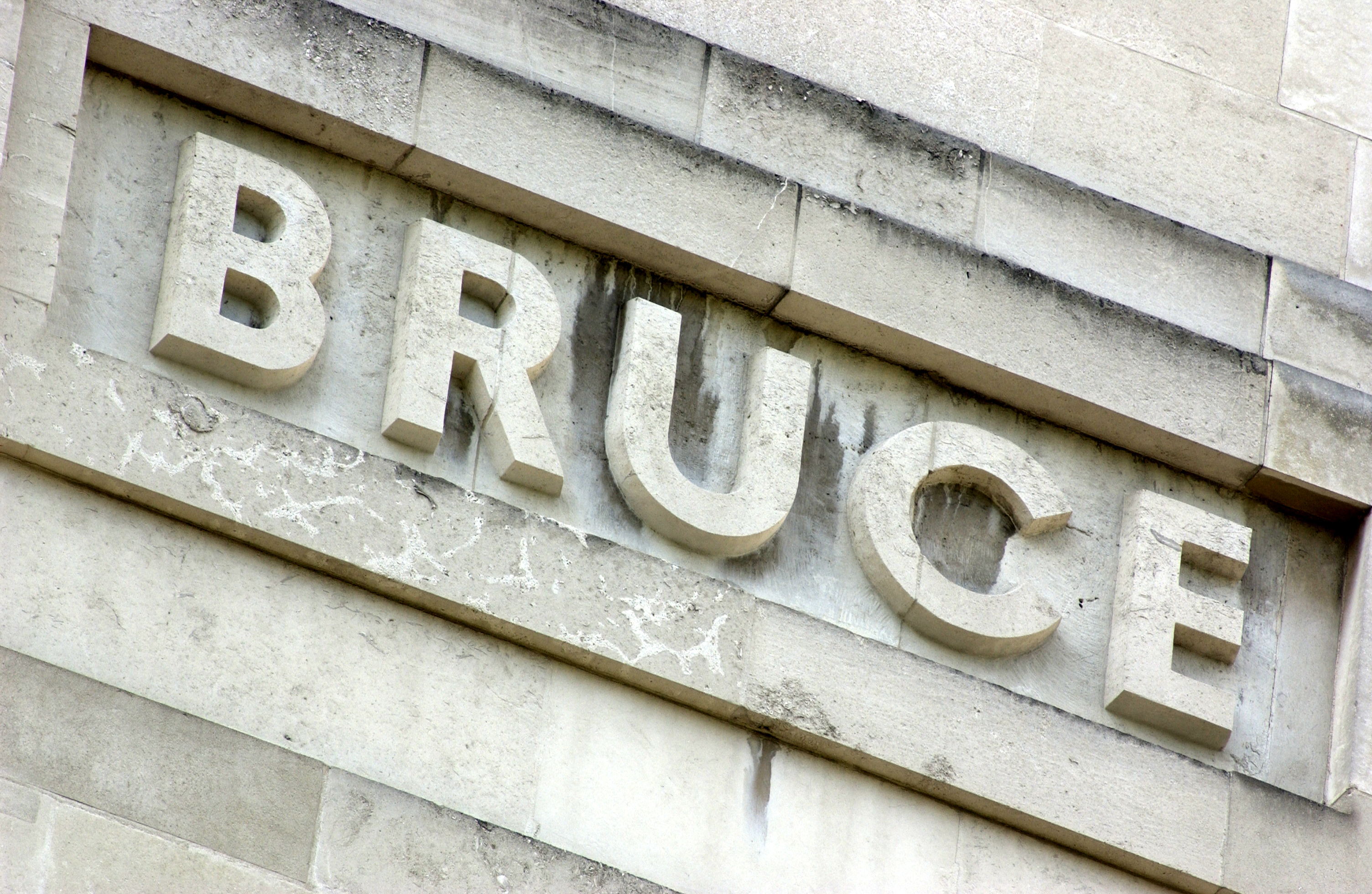
ロンドン大学衛生熱帯医学大学院にブルースの名が刻まれている

1855年、オーストラリアのメルボルンに生まれる。一家は1850年代初頭に、金鉱へ砕石工場を立ち上げるためにエジンバラからやってきたのだが、デヴィッドが5歳のときにスコットランドへ戻った。デヴィッドはスターリング高校で学び、鳥類学にのめり込んでユキホオジロの生態の研究をしたりしていた。14歳のとき一旦はマンチェスターの倉庫会社で働きながらプロのアスリートを目指したが、17歳で肺炎にかかって挫折し勉学に戻ることになる。1876年エディンバラ大学に入学し動物学を志すが、1年が経過したとき友人に説かれて医学に転向する。
1881年に卒業すると、イングランド南部のReigateでわずかな期間だけ一般開業医となり、医院の娘Mary Elizabeth Steeleと出逢う。すぐにNetleyの陸軍軍医学校に入ったが、1883年にMaryと結婚する。彼女は画才があり顕微鏡像の描画という形で終生にわたる共同研究者となった。彼が生涯に遺した172篇の論文のうち、30篇以上に彼女の名前が記されている。

### マルタ熱

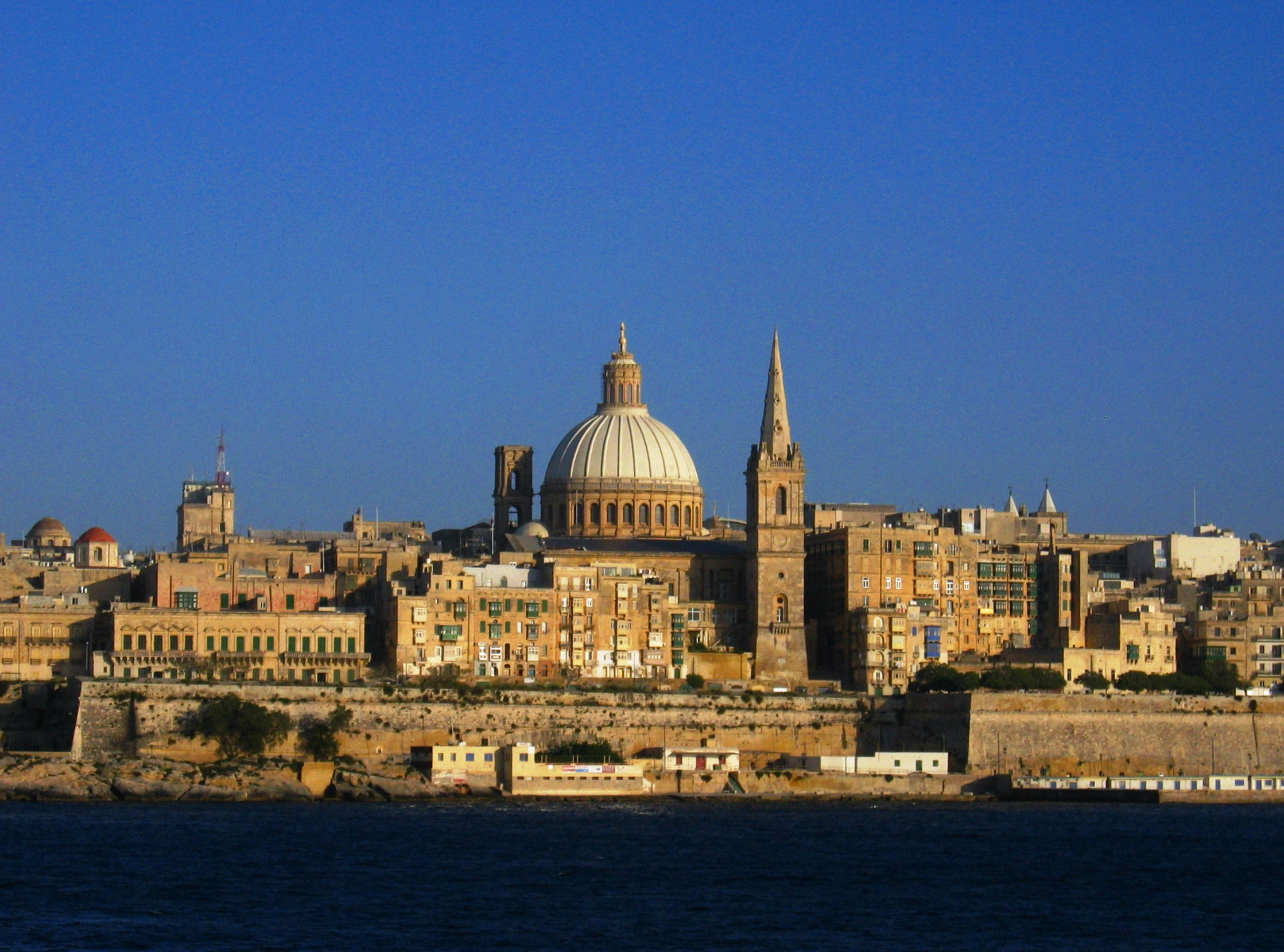
バレッタ

1883年陸軍軍医学校を首席で卒業、翌年軍医として夫人とともにマルタのバレッタに駐在する。おりしも1882年ロベルト・コッホが結核菌を見つけたばかりであり、ブルースは当地の兵士たちに頻発していたマルタ熱の研究を始める。マルタ熱は別名を波状熱ともいい、患者は夜に高熱を出し朝には熱がひくという発作を繰り返して衰弱する。熱は39℃から発作の度にあがっていき、たいていは次第に発作の頻度が低くなり数ヶ月程度で回復するが、42℃を超える高熱のため死亡する場合もある。当時、水の汚染と衛生状態の悪さが原因と思われ、腸チフスの亜型ではないかと疑われていた。

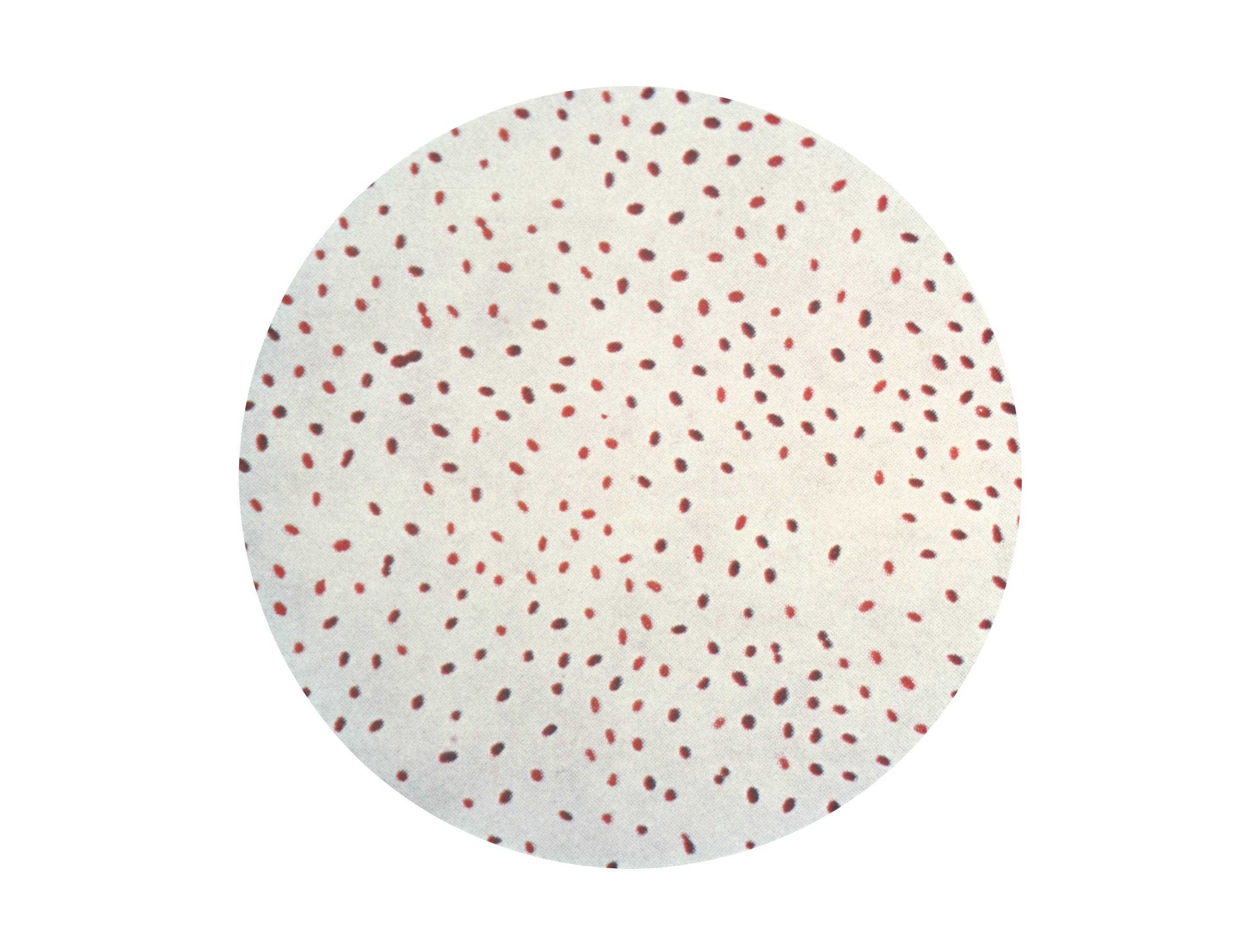
Brucella melitensis（グラム染色）

バレッタの病院には研究設備は無かったが、ブルースはきわめて精力的に研究を行っており、顕微鏡を買い微生物を調べ、病院の水質を調べ、気温や降水量との関連を調べ、あるいは島の周囲を浚渫して海洋動物を調べたりしている。1886年のボクシング・デーに亡くなった患者を検死した際に、脾臓がある球状桿菌に冒されていることを見つける。翌年夏には患者が死亡してすぐに摘出した脾臓から菌を培養することに成功する。培養した菌を7頭のサルに接種すると、いずれもヒトのマルタ熱とよく似た症状を示し、そのうち3頭が死亡した。死亡したサルを解剖しても腸チフスの特徴であるパイエル斑は認められず、一方で臓器から問題の菌を培養することができた。これらの結果はコッホの原則を満たしており、したがってこの球状桿菌がマルタ熱の病原体だと認められた。
ブルースはこの菌にMicrococcus melitensisという名を提案したが、後に彼にちなんでBrucella属が設立されてBrucella melitensisと呼ばれるようになった。そのため今日ではこの熱病はブルセラ症と呼ばれている。このときは感染源の同定までは至らなかったが、後に地中海熱研究班を率いて再びマルタを訪れ（1904-1906年）、1905年にヤギ乳が主な感染源であることが判明する。
1888年の暮れにマルタを去りベルリンのコッホの研究室に行き夫妻で1年間の研修を受けた後、ブルースはNetley軍医学校で病理学の助教となる。

### ナガナ

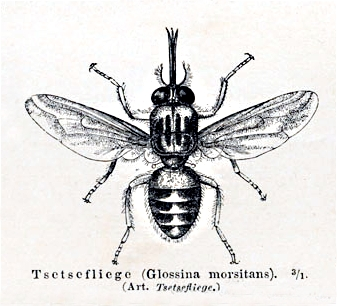
ツェツェバエ（Glossina morsitans）のスケッチ

マルタ在任時の副総督だったWalter Hely-Hutchinsonがナタール・ズールーランド（現南アフリカ共和国クワズール・ナタール州）の総督となり、その依頼によって1894年冬に家畜の熱病ナガナの病原体を探すためにズールーランド北部のUbomboへ派遣された。ナガナはズールー人の生活の糧である家畜を殺す病気である。

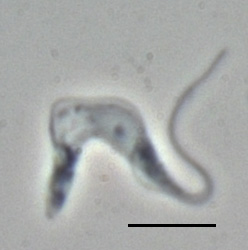
Trypanosoma brucei（位相差像）バーは10μm

当時ヨーロッパ人はツェツェバエが毒を持っていると考え、一方ズールー人は野生動物から何かが移ると考えていた。ブルースが出発前にピーターマリッツバーグで書いたノートには、ツェツェバエから水やアルコールで抽出したものを動物に注射する実験の構想があり、ツェツェバエの持つ「毒」を探そうとしていたことがうかがえる。Ubomboはレボンボ山脈の標高600mほどの頂にある隔絶された集落であったが、麓とちがってツェツェバエがおらずナガナ病もないため研究のためには適した場所だった。ピーターマリッツバーグからは牛車で数週間の長旅だったが、ブルースは到着後ただちに研究をはじめ、すぐに罹患動物の血液から「住血動物」(Haematozoa)を見出している。さらに連れてきたイヌを麓でツェツェバエに刺させると、そのイヌは山へ戻るとすぐに発病し血液には多数の「住血動物」がいた。
ところがここでナタールへと呼び戻されるという不幸が襲いかかる。一行の荷物を運ぶのはロバと1台の荷車だけで、ブルース夫妻は途中まで徒歩で旅をする羽目になる。日照りが酷く、ロバはたまに見付かる沼地の水で辛うじて死を免れるという状況だった。しかもようやくピーターマリッツバーグへ到着すると、たいした理由もなく呼び戻されたことが判明したのである。総督が陸軍省と交渉している間はウシのredwater fever（バベシア症）の研究をし、ようやく1895年9月に今度は騎乗で1週間ほどの旅をしてUbomboへ戻ることができた。
この7ヶ月におよぶ中断の後、ツェツェバエやナガナについて詳しく記録し、ツェツェバエ生息地の池の水や、ツェツェバエの成虫や幼虫をすりつぶしたもの、糞や吻などをイヌに注射する実験をして、病原体がトリパノソーマの一種であることを示している。1896年にはトリパノソーマに感染したイヌをイギリスに送り、これをPlimmerとBradfordが研究してブルースにちなんでTrypanosoma bruciiと命名した。ただこの種小名は綴りが間違っており、Trypanosoma bruceiと綴るのが正しい。
さらにツェツェバエがいないUbomboの頂上で育てた健康なウマを、麓のツェツェバエに刺させることで、ツェツェバエによる媒介を示した。惜しむらくは、吸血したあとツェツェバエの体内で原虫がどうなるのかを調べたのだが、5日間しか観察を続けなかったために12年後Kleineが発見することになる生活環を見逃してしまったことである。ともかく、ブルースはナガナがトリパノソーマによって引き起こされること、その病原体がツェツェバエによって媒介されること、野生の反芻動物が保虫宿主であること、を確立したのである。この地を去る1897年7月30日までというわずか3年に満たない期間に、彼はアフリカトリパノソーマ症に関するその後の研究の礎を築き上げたのである。
ナタールへ戻ったブルースは、続いてボーア戦争への従軍を命ぜられる。腸チフスに関する研究を行っているほか、レディスミス包囲の際に野営地で30時間におよぶ手術を行ったというエピソードがある。ブルース夫人も看護婦として活躍し、赤十字勲章(RRC)を受けている。

### アフリカ睡眠病
1902年、王立協会はウガンダのビクトリア湖北岸における睡眠病アウトブレイクの調査隊を派遣する。しかし3名の科学者のうちイタリアの微生物学者アルド・カステラーニを除く2名が帰還してしまうなど、うまく機能しなかった。そこで1903年ブルースらが派遣されることになる。アフリカ睡眠病は、昼夜逆転のような睡眠障害から始まって最終的には昏睡したまま死に至る病気であり、アフリカのサハラ以南各地でみられる原因不明の風土病であった。
ブルースがエンテベに到着した時点で、カステラーニはすでに5名の睡眠病患者の髄液からトリパノソーマを観察していたが、それ以上多くの患者からStreptococcus属の細菌を得ており当初はこちらが病原体だと考えていた。ブルースはカステラーニから腰椎穿刺を教わり、カステラーニが帰国するまでの1ヶ月ほどで共同して多くの患者からトリパノソーマを見出した。しかし「睡眠病の病原体がトリパノソーマであること」を発見したのはブルースなのかカステラーニなのかという点は、新聞まで巻き込んだ論争に発展する。カステラーニは自分が発見したといい、ブルースは自分が指摘するまでカステラーニはトリパノソーマの重要性に気付いていなかったと主張したのである。
ともあれ、ブルースが率いた調査隊は、睡眠病はトリパノソーマが血液、次いで髄液に侵入することで起こること、病原体はFordeが発見しJoseph Everett Duttonが記載したTrypanosoma gambienseであろうこと、トリパノソーマはツェツェバエによって媒介されることなどを報告して半年で帰還した。
その後、1908年から再びウガンダで調査を行い、様々なトリパノソーマの病原性、ツェツェバエでの発育、実験動物への影響などを詳しく調べている。また1911年からは、ニヤサランド（現マラウィ）での調査隊を率いてローデシア型の睡眠病の調査をし、1年ほどでT. rhodesienseはT. bruceiの亜型であるとしている。

### 晩年
ロナルド・ロスらの推薦もあり、1912年少将に昇進し軍医監、1914年にはNetley軍医学校の校長となる。第一次世界大戦中は破傷風や塹壕熱の研究プロジェクトを率い、また腸チフスワクチンの評価などをしている。1917-1919年には王立熱帯医学会会長をつとめ、1919年に陸軍を退役した。その後はリスター予防医学研究所理事長（1915-1931年）を務めている。
ブルースは1931年11月27日、夫人の死の4日後、葬儀の日にロンドンで亡くなった。彼に帰せられるすべての業績について、夫人の貢献が忘れられることのないようにという願いを遺している。夫人は大英帝国勲章(OBE)を受けている。

## 栄誉

### 学術顕彰
- 1904年 - ロイヤル・メダル（王立協会）[2]
- 1915年 - レーウェンフック・メダル（オランダ王立芸術科学アカデミー）[3]
- 1922年 - ブキャナン・メダル（英語版）（王立協会）[2]
- 1923年 - アルバート・メダル（王立工芸協会）[4]
- 1923年 - マンソン・メダル（英語版）（王立熱帯医学会）[5]

## 科学アカデミー会員
- 1899年 - 王立協会フェロー（F.R.S.）選出[2]
- 1911年 - ロンドン王立内科医師会（Royal College of Physicians）特別会員（F.R.C.P.）選出
- 1918年 - フランス科学アカデミー在外会員選出
- 1918年 - フランス医学アカデミー（l'Académie nationale de médecine）在外会員選出
- 1919年 - フランス生物学会在外会員選出
- 1919年 - フランス海外病理学会在外会員選出

## 名誉博士号
- 1906年 - ダブリン大学名誉博士（D.Sc.）
- 1908年 - グラスゴー大学名誉博士（LL.D.）
- 1918年 - リバプール大学名誉博士（LL.D.）

### 栄典
- 1905年 - バス勲章コンパニオン（CB）[6]
- 1908年 - ナイト叙任[7]
- 1918年 - バス勲章ナイト・コマンダー（KCB）[8]